# Joseph Thiébaut
Joseph Thiébaut (o Marie-Joseph Thiébaut; Lyon, 30 de diciembre de 1871-Bron, 1961) fue un botánico francés. Realizó expediciones botánicas a Siria, y al Líbano.

## Algunas publicaciones

### Libros
- 1940. Flore libano-syrienne: Illustr. de C. Jarrier. 174 pp.

- La abreviatura «J.Thiébaut» se emplea para indicar a Joseph Thiébaut como autoridad en la descripción y clasificación científica de los vegetales.[1]